# برانت‌لیویل (آلاباما)
برانت‌لیویل (به انگلیسی: Brantleyville) شهرکی در شهرستان شلبی ایالت آلاباما است که مساحت آن ۵٫۶۴ کیلومترمربع است و در سرشماری سال ۲۰۱۰ میلادی، ۸۸۴ نفر جمعیت داشته و تراکم جمعیتی آن، ۱۵۶٫۷۴ در کیلومترمربع بوده است.